# Richard Labévière
Richard Labévière es un periodista y ensayista francés.

## Biografía
Fue colaborador de Radio Francia Internacional hasta 2008.

## Obras
- Éloge du dogmatisme : contre la société de communication (avec Christophe Devouassoux), Vevey, Éditions de l'Aire, 1989, 239 p.
- À demain Karl : pour sortir de la fin des idéologies (avec Jean Ziegler), Paris, Éditions Régine Deforges - Éditions Ramsay, 1991, 135 p.
- Duel aux sommets : la montagne à l’épreuve de la démocratie (avec Christophe Devouassoux, Paris, Éditions Syros-Alternatives, 1992, 189 p.
- Les dollars de la terreur : les États-Unis et les islamistes, Paris, Éditions Grasset, 1999, 433 p. ISBN 978-2246569114
- Bethléem en Palestine (avec Pierre Péan), Paris, Éditions Fayard, 1999, 321 p. ISBN 978-2213605104
- Oussama Ben Laden ou Le meurtre du père : États-Unis, Arabie saoudite, Pakistan, Lausanne, Éditions Favre, 2002, 141 p. ISBN 978-282890711-2
- Les coulisses de la terreur, Paris, Éditions Grasset, 2003, 368 p. ISBN 978-224663451-5
- Le grand retournement : Bagdad-Beyrouth, Paris, Éditions du Seuil, 2006, 357 p. ISBN 978-202088406-8
- Bernard-Henri Lévy ou La règle du je (avec Bruno Jeanmart), Pantin, Éditions Le Temps des cerises, 2007, 160 p. ISBN 978-284109677-0
- La bataille du Grand Nord a commencé... (avec François Thual), Paris, Éditions Perrin, 2008, 248 p. ISBN 978-226202808-4.
- La Tuerie d'Ehden ou La malédiction des Arabes chrétiens. Paris, Éditions Fayard, 2009, 408 p. ISBN 978-221364365-6.
- Quand la Syrie s'eveillera (avec Talal el Atrache), Paris, Éditions Perrin, 2011, 830 p. ISBN 2262033781.

Obras colectivas
- Dictionnaire mondial de l’islamisme, sous la direction des Cahiers de l’Orient, d'Antoine Sfeir et d'Olivier Roy, Paris, Éditions Plon, 2002, 518 p. ISBN 978-2259197601
- Guerre et économie, sous la direction de Jean-François Daguzan et Pascal Lorot, Éditions Ellipses, 2003, 224 p. ISBN 978-2729814038
- Atlas de l’islam radical, sous la direction de Xavier Raufer, Paris, Éditions du CNRS, 2007, 399 p. ISBN 978-2271065773
- La Face cachée des Révolutions Arabes, centre Français de Recherche sur le Renseignement, sous la direction d'Eric Dénécé, Editions Ellipses, 2012, 528 p. ISBN 978-2-7298-7875-7